# Dukati (kompanija)
Dukati je Italijanska kompanija sa sedištem u Borgo Panigale, u Bolonji, Italija. Grupa je u vlasništvu Nemačkog proizvođača automobila Audi kroz Italijansku produžnicu Lamborgini, koja je zapravo u vlasništvu Volksvagen grupe.
Grupa trenutno obuhvata četiri kompanije:
- Dukati Motor Holding S.p.A., ranije poznat kao Dukati Mehanika.
- Dukati Korse, koji vodi trkački program Dukati i koji je u potpunosti u vlasništvu Dukati Motor Holdinga.
- Dukati Enerđia, nekada poznat kao Dukati Eletronika, dizajner i proizvođač električnih i elektronskih komponenti i sistema.
- Dukati Sistemi, produžnica kompanije Dukati Enerđia, koja pruža elektronske i informacione tehnologije za putne, železničke i automatske aplikacije za automatizaciju.

Tokom 1930-ih i 1940-ih Dukati proizvodi radio, kamere i električne proizvode kao što su brijači. Dukati je takođe napravio morski dvogled kojie se naziva BIMAR za Kriegsmarine tokom Drugog svetskog rata, od kojih su neki prodati na civilnom tržištu posle rata. Dukati Sonjo (Ita. Ducati Sogno) je prenosiva videokamera poput Leika koji se sada kolekcionarska stavka. Dukati i Bianči su razvili i pokrenuli novu liniju bicikala.
Dukati Motor Holding često koristi električne komponente i podsisteme kompanije Dukati Enerđia.

## Istorija
Godine 1926. Antonio kavaljeri Dukati i njegova tri sina, Adriano, Marseo i Bruno Kavaljeri Dukati; osnovao je Sočieta Šentifika Radio Breveti Dukati u Bolonji za proizvodnju vakuumskih cevi, kondenzatora i drugih radio komponenti. Godine 1935. postali su uspešni da omoguće izgradnju nove fabrike u području Borgo Panigale u gradu. Proizvodnja je održavana tokom Drugog svetskog rata, uprkos činjenici da je fabrika Dukati ponovljena meta bombardovanja Alijanse.
Kompanija je započela proizvodnju motornih vozila kada je 1950. godine proizvodila "Kućolo" (Ita. Cucciolo), motor za montažu na bicikle, za malu Turinišku firmu SIATA (Societa Italiana per Applicazioni Tecniche Auto-Aviatorie), koja je kasnije prodavala svoj proizvod zasnovan na Kućolo. U narednim godinama, kompanija je proširila svoju ponudu kada su markirani prešli na veće motocikle.
Godine 1953. rukovodstvo je podelilo kompaniju na dva odvojena entiteta, Dukati Mekanika SpA i Dukati Eletronika, u znak priznanja za svoje proizvodne linije motocikala i elektronike. Dukati Eletronika je osamdesetih postao Dukati Enerđia SpA. Dr. Đuzepe Montano preuzeo je dužnost šefa Dukati Mekanika SpA, a fabrika Borgo Panigale modernizovana je uz pomoć vlade. Do 1954, Dukati Mekanika SpA je povećao proizvodnju na 120 bicikala dnevno.
Tokom 1960-ih, Dukati je zaradio svoje mesto u istoriji vožnje motorima tako što je proizvodio najbrži 250-kilometarski biciklistički put koji je tada bio na raspolaganju, Mach 1. Godine 1985. Kađiva je kupila Dukati i planira da povrati Dukati motocikle nazivom "Kađiva". Do trenutka kada je kupovina završena, Kađiva je zadržala ime "Dukati" na svojim motociklima. Jedanaest godina kasnije, 1996. godine, Kađiva je prihvatila ponudu od Teksaške pacifičke grupe i prodala 51% udela u kompaniji za 325 miliona dolara; tada, 1998. godine, Teksas Pacifik Group je kupio većinu preostalih 49% da bi postao jedini vlasnik Dukati-a. 1999. godine, TPG je izdao inicijalnu javnu ponudu Dukati a preimenovan u kompaniju "Dukati Motor Holding SpA". TPG je prodao više od 65% svojih akcija u Dukatiju, ostavljajući TPG većinski vlasnik. Decembra 2005, Dukati se vratio u vlasništvo Italije prodajom vlasničkog udela Teksas Pacifik (minus jednu deonicu) Investindustrial Holdings, investicionom fondu Karlo i Andrea Bonomi.
U aprilu 2012, pomoćnica Volksvagen grupe Audi objavila je svoju nameru da kupi Dukati za 860 miliona eura (1,2 milijarde dolara). Volksvagen-ov predsednik Ferdinand Pih, entuzijasta za motocikle, dugo je želeo Dukati i izrazio žaljenje što je propustio priliku da kupi kompaniju od italijanske vlade 1984. godine. Analitičari sumnjaju da će mali proizvođač motornih vozila imati značajan uticaj na kompaniju veličine Volksvagena, komentarišući da je kupovina "osetila trofej", i da je "vođena od VV-ove strasti za tablice sa imenima, a ne industrijske ili finansijske logike". Italijanski brend Lamborgini je ojačao u vlasništvu kompanije VV. AUDI AG's Automobilska kompanija Lamborgini S.p.A. preuzela je 100% akcija Dukati Motor Holdinga S.p.A. 19. jula 2012. za 747 miliona evra (909 miliona dolara).

### Vlasništvo
Od 1926. godine Dukati je u vlasništvu više grupa i kompanija.
- 1926-1950 - porodica Dukati
- 1950-1967 - Rukovodstvo Vlade Istituto per la Rikostrucione Industriale (IRI)
- 1967-1978 - Vlada EFIM menadžment (kontrola nad svakodnevnim radom u fabrici)
  - {{Cite book|ref= harv|author=1967-1973 - rukovodio Đuzepe Montano [9]
  - 1973-1978 - rukovodio Kristiano de Eker [10]
- 1978-1985 - VM Grupa
- 1985-1996 - Grupa Kađiva
- 1996-2005. - Teksas- pacifička grupa (sa sedištem u SAD-u) vlasništvo i javno
  - Na čelu sa CEO Federiko Minoli, 1996-2001; vraća se za 2003-2007
- 2005-2008 - Investindustrial Holdings S.p.A
- 2008-2012 - Performance Motorcicles S.p.A.[11]

Investiciono vozilo koje je osnovao Investindustrial Holdings, BS Investimenti i bolnice penzijskog plana Ontario
- 19 jul 2012 - danas - Automobili Lamborgini S.p.A.[12]

AUDI AG je kupio 100% glasačkih prava Ducati Motor Holding S.p.A. preko Audiove automobile Lamborgini S.p.A.
Od 1960-ih do devedesetih španska kompanija MotoTrans licencirala je motore Dukati i proizvodila motocikle koji su, iako su uključivali suptilne razlike, bili očigledno Dukati- izvedeni. MotoTransova najpoznatija mašina bila je 250 kubika 24 Horas (španski za "24 sata").